# Pacifické hry
Pacifické hry (francouzsky Jeux du Pacifique) je multisportovní akce pro sportovce z Oceánie. První hry se konaly v roce 1963 ve fidžijském městě Suva. Naposledy se hry konaly v roce 2023 v Honiaře na Šalomounových ostrovech. V letech 1963 až 2007 nesly název Jihopacifické hry.
Čtyři země hostily hry třikrát: Fidži (1963, 1979, 2003), Nová Kaledonie (1966, 1987, 2011), Papua Nová Guinea (1969, 1991, 2015) a Samoa (1983, 2007, 2019). Francouzská Polynésie hostila hry v letech 1971 a 1995, v roce 2027 se stane pátou zemí, která bude hry hostit potřetí. Guam hostil hry dvakrát, v letech 1975 a 1999. Šalomounovy ostrovy hostily hry v roce 2023.
Pouze šest zemí se zúčastnilo všech ročníků Pacifických her: Fidži, Francouzská Polynésie, Nová Kaledonie, Papua Nová Guinea , Tonga a Vanuatu.